# Transeuropalauf
Der Transeuropalauf (auch Transeurope-Footrace) ist ein Etappen-Ultramarathon, der durch ganz Europa führt. Erstmals fand die Veranstaltung im Jahr 2003 statt. Vom 19. April 2009 bis zum 21. Juni 2009 wurde die zweite Veranstaltung durchgeführt. Beide Wettkämpfe wurden von Ingo Schulze organisiert. Der letzte Transeuropalauf fand vom 19. August bis zum 21. Oktober 2012 statt.

## Transeuropalauf 2003

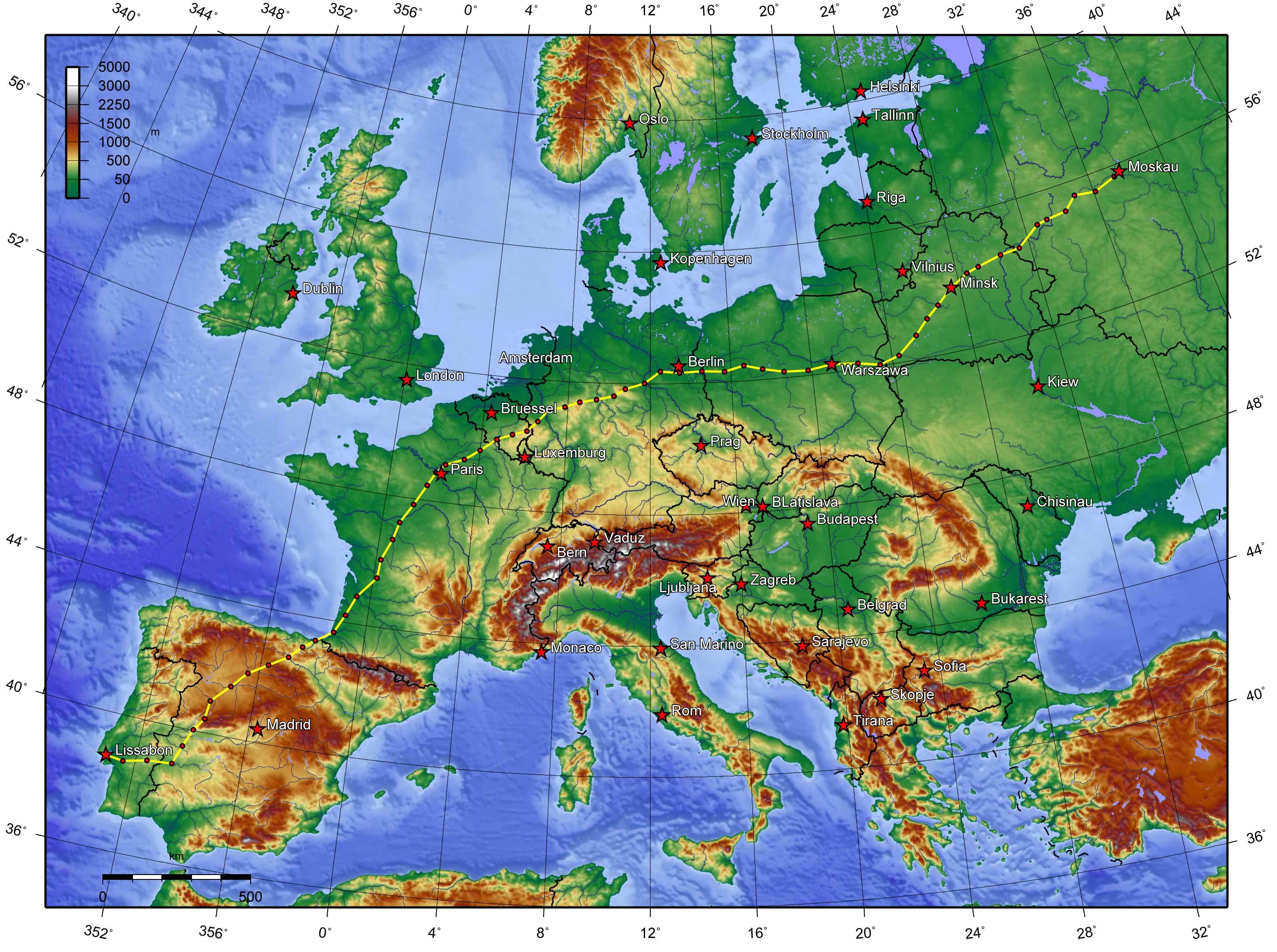
Strecke durch Europa 2003

Der erste Transeuropalauf fand vom 19. April bis 21. Juni 2003 statt und führte in 64 Tagesetappen ohne Ruhetag von Lissabon nach Moskau. Die Teilnehmer legten dabei 5036 km zurück. Die Strecke führte ausgehend von Portugal durch Spanien, Frankreich, Belgien, Deutschland, Polen, Belarus und Russland.
Von 44 gemeldeten Teilnehmern kamen 22 ins Ziel, davon ein Rollstuhlfahrer. Robert Wimmer (GER) gewann das Rennen in 480 Stunden 29 Minuten und 51 Sekunden. Die schnellste und einzige Frau im Ziel, Mariko Sakamoto (JPN), benötigte 785:23:15 h, der letzte Teilnehmer, Koji Sekine (JPN), beendete das Rennen nach 788:36:27 h. Der Rollstuhlfahrer Bernard Grojean (FRA) legte die Strecke in 469:32:12 h zurück, wurde aber nicht in die Wertung aufgenommen, dafür mit seiner Zeit in den Ergebnislisten vermerkt.
Die Idee zu einem Europalauf von West nach Ost unter einem völkerverbindenden Motto hatte Manfred Leismann, ein TransAm-Finisher. In Ingo Schulze fand er einen Organisator von Ultra-Etappenläufen, der vorher den Spreelauf und den Deutschlandlauf organisiert hatte. Zusammen gründeten sie als Rahmenorganisation den Transeuropalauf e. V. mit Schulze als erstem und Leismann als zweitem Vorsitzenden. Leismann erkundete die Strecke, ansonsten organisierte Schulze die Veranstaltung im Wesentlichen allein. Zahlreiche freiwillige Helfer ermöglichten die Verwirklichung der Unternehmung. Der Verein wurde nach Erfüllung der Aufgabe aufgelöst.
Bekannte erfolgreiche Teilnehmer waren Robert Wimmer und Stefan Schlett.

## Transeuropalauf 2009

Strecke durch Europa 2009

Der zweite Transeuropalauf führte vom 19. April bis 21. Juni 2009 in 64 Tagesetappen mit 4487,7 km von Italien nach Norwegen. Die längste Etappe betrug dabei 95,1 km, die kürzeste Etappe 44 km, bei einer durchschnittlichen Kilometerleistung von 70,1 km. Er startete in Bari und führte durch die Länder Italien, Österreich, Deutschland, Schweden, Finnland und Norwegen, bevor er am Nordkap endete.
Von 67 gemeldeten Teilnehmern kamen 45 ins Ziel, außerdem ein Tretrollerfahrer. Rainer Koch (GER) gewann das Rennen in 378 Stunden 12 Minuten und 44 Sekunden. Die schnellste Frau im Ziel, Takako Furuyama (JPN), benötigte 529:06:05 h, der letzte Teilnehmer, Saeko Kishimoto (JPN), beendete das Rennen nach 722:46:02 h. Der Rollerfahrer Peter Bartel (GER) legte die Strecke in 352:03:25 h zurück, wurde aber nicht in die Wertung aufgenommen, dafür mit seiner Zeit in den Ergebnislisten vermerkt. Bekannte erfolgreiche Teilnehmer waren Robert Wimmer, Achim Heukemes und Marcel Heinig.
Die Veranstaltung wurde zu wissenschaftlichen Untersuchungen der Extrembelastungen durch ein Team der Universität Ulm um Uwe Schütz begleitet.
Über den Lauf erschien der Dokumentarfilm I Want to Run – Das härteste Rennen der Welt, der im Frühjahr 2012 in Deutschland im Kino lief.

## Transeuropalauf 2012
Der dritte Transeuropalauf fand vom 19. August bis zum 21. Oktober 2012 von Skagen (Dänemark) nach Gibraltar statt.

## Transeuropalauf 2025

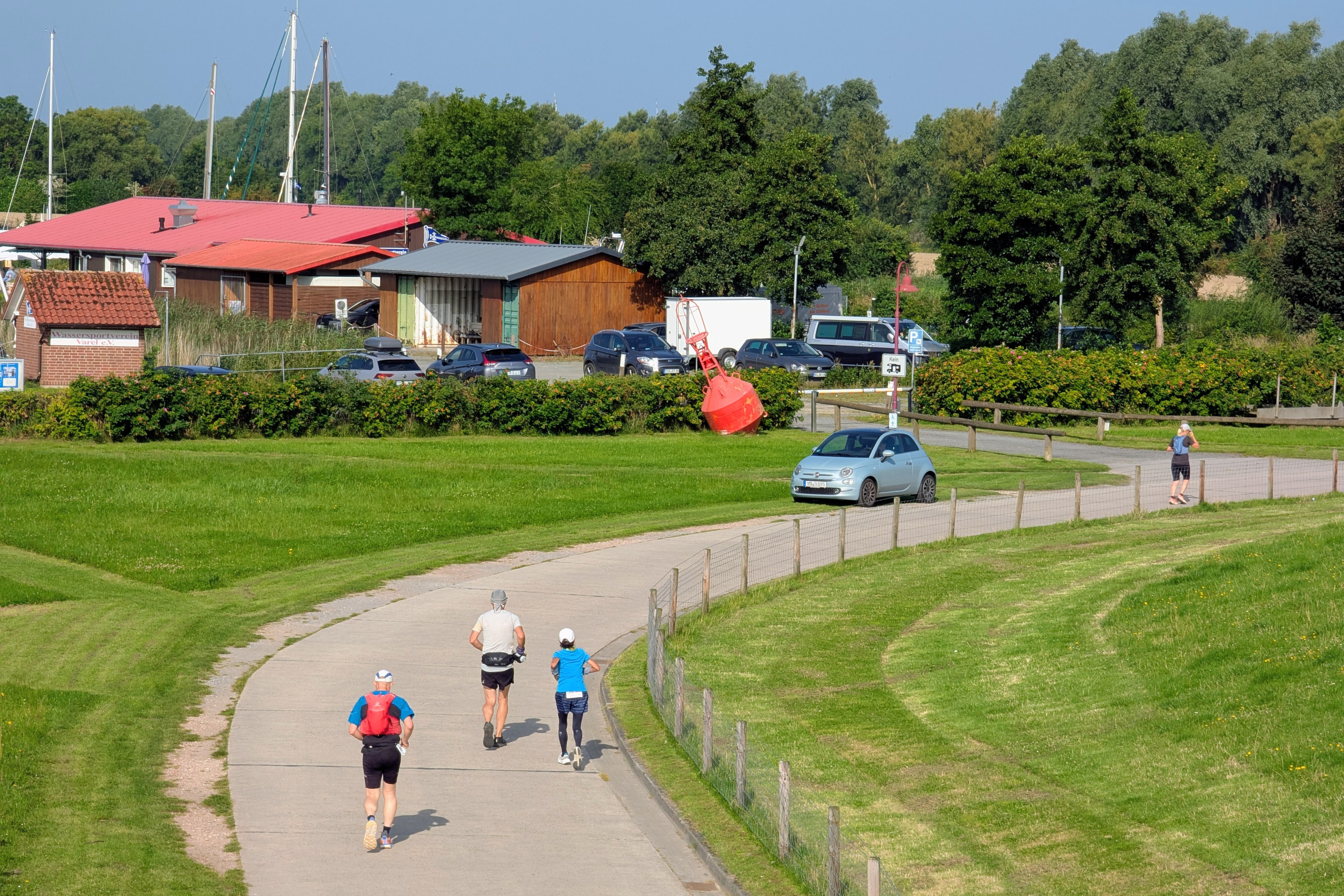
Teilnehmer auf der 6. Tagesetappe 2025 am Vareler Hafen

Der vierte Transeuropalauf begann am 3. August 2025 um 7 Uhr in Flensburg. Das Ziel ist in der 2348 km entfernten Republik San Marino, welche nach 41 Tagesetappen durch sieben Länder am 12. September erreicht werden soll. Es sind 37 Teilnehmer (29 Männer, 8 Frauen) gemeldet, die die gesamte Strecke laufen wollen.